# Ферязкіно (Тверська область)
Ферязкіно (рос. Ферязкино) — присілок в Калінінському районі Тверської області Російської Федерації.
Населення становить 41 особу. Входить до складу муніципального утворення Тургиновське сільське поселення.

## Історія
Від 2005 року входить до складу муніципального утворення Тургиновське сільське поселення.

## Населення
| 2008 | 2010 |
| ---- | ---- |
| 32   | ↗41  |